# Cameron Krutwig
Cameron David Krutwig (Algonquin, 21 dicembre 1998) è un cestista statunitense.